# Fráncfort del Meno
Fráncfort del Meno (en alemán: Frankfurt am Main; pronunciado /ˈfʁaŋkfʊʁt am ˈmaɪ̯n/ (escucharⓘ)), comúnmente llamada Fráncfort, es una ciudad financiera y comercial de Hesse, Alemania. Con 763 380 habitantes, es también la quinta ciudad más poblada del país (tras Berlín, Hamburgo, Múnich y Colonia). De acuerdo con Eurostat, la aglomeración urbana de la que Fráncfort forma parte cuenta con 2 500 000 habitantes. Aunque la capital administrativa de Hesse es Wiesbaden, Fráncfort tiene una importancia económica mayor tanto en el estado como en Alemania y en la Unión Europea.
Desde la Edad Media, Fráncfort se encuentra entre los centros urbanos más importantes de Alemania. Su nombre aparece mencionado por primera vez en el año 794. Desde la Alta Edad Media fue Ciudad Imperial Libre; hasta 1806 era la ciudad en que se elegía al emperador del Sacro Imperio Romano Germánico y desde 1562 también la ciudad en que se coronaba al emperador alemán del Sacro Imperio. Entre 1816 y 1866 fue sede de la Confederación Germánica y en 1848/49, del primer parlamento alemán libremente elegido.
En la época actual, Fráncfort es un centro económico y financiero importante en Europa. La ciudad aloja al Banco Central Europeo (BCE), al Deutsche Bundesbank, a la Bolsa de Fráncfort y a la Messe Frankfurt, esta última, sede de importantes exposiciones, ferias y salones internacionales, entre otras, el Salón del Automóvil de Fráncfort, el más grande de su género, y el de la Feria del libro, la más grande e importante del mundo.
Debido a su ubicación céntrica, Fráncfort es un nudo de transporte muy relevante. Dan cuenta de ello las instalaciones del aeropuerto de Fráncfort, la Estación Central de Fráncfort del Meno y el nudo de autopistas más denso del mundo. La ciudad alcanzó los 100 000 habitantes en 1875; en 1928 llegó a sumar por primera vez 500 000. En las regiones cercanas a Fráncfort viven actualmente cerca de 1 800 000 habitantes, y en toda la región del Rin-Meno 5 800 000.
Una particularidad de Fráncfort entre las ciudades alemanas es la concentración de edificios de altura en el centro, que dibujan un perfil característico, conocido localmente como la Frankfurter Skyline. Debido a estos rascacielos, que se cuentan entre los edificios más altos de Europa, se ha ganado el apodo de Mainhattan. Entre los edificios históricos que constituyen los símbolos de la ciudad se cuenta el casco antiguo reconstruido en el Römerberg y que incluye el Römer (edificio que aloja al Ayuntamiento de la ciudad) y la Catedral Imperial de San Bartolomé. Sin embargo, más del 50 % de la superficie de la ciudad está cubierta por parques y áreas verdes, y el 45% son zonas de conservación del paisaje (Landschaftschutzgebieten), protegidas de urbanización, como el «cinturón verde de Fráncfort» que incluye el Frankfurter Stadtwald (Bosque de la ciudad de Fráncfort) emplazado en terrenos que desde 1372 pertenecen a la ciudad.
Las instituciones ciudadanas y la infraestructura tradicional que tuvieron su  origen frecuentemente en fundaciones e iniciativas privadas, desempeñan un papel significativo en la vida cultural de la ciudad. Se incluyen aquí las salas de espectáculos de la ciudad (Städtischen Bühnen, que albergan dos instituciones: la Ópera de Fráncfort y el Teatro de Fráncfort), la orilla de los museos (Museumsufer), el Museo Senckenberg de Historia Natural, la Schirn Kunsthalle y el Museum für Moderne Kunst (museo de arte contemporáneo), el Historisches Museum Frankfurt (museo histórico de Fráncfort), la casa natal de Goethe (Goethe-Haus), el teatro inglés (The English Theatre Frankfurt), el zoológico de Fráncfort y el jardín botánico (Palmengarten). La Universidad Johann Wolfgang Goethe se fundó en 1914 y es, según el número de estudiantes (43 000), una de las más grandes de Alemania. Varios galardonados con los Nobel y Leibniz se formaron en sus aulas. Además, hay otras siete universidades e instituciones de educación superior en Fráncfort que en conjunto suman una matrícula de aproximadamente 60 000 estudiantes.

## Toponimia
En las primeras menciones escritas de las que se tiene noticia (del año 794), el nombre de la población asentada en las lomas donde hoy se encuentra la catedral era referido como Frankonovurd en alto alemán antiguo o también Vadum Francorum en latín. Ambos nombres significan lo mismo: «Vado (Furt) de los francos (Franken)», una barrera de roqueríos en el fondo del río Meno que hacía posible cruzarlo sin peligro cuando traía un flujo normal (por aquel entonces, el río era más ancho que en la época actual). La roqueda se hallaba seguramente un poco más río arriba del puente que hoy se denomina Alte Brücke.
Es probable que en la época romana el vado no tuviera aún una importancia estratégica porque los caminos que se internaban en el territorio germano desde Maguncia hacían rodeos evitando las tierras bajas y pantanosas de las riberas del río Meno, en medio de las que se encontraba la colina de la catedral de Fráncfort.
Tras la retirada de los romanos alrededor del año 260, la colina de la catedral fue tomada por los alamanes. Aproximadamente en el año 530 los francos sucedieron a los alamanes en el dominio sobre la región baja del Meno. Probablemente, los nuevos dueños ahora sí utilizaban el vado como vía importante de tránsito, y por tal razón fue llamado Frankenfurt por sus socios comerciales.
El cronista Tietmaro de Merseburgo registró por escrito una leyenda en 1014-1017, la que hasta hoy se conoce, acerca de la fundación de la ciudad por Carlomagno, lo que habría ocurrido en el contexto de las guerras sajonas

Die Herkunft dieses Ortsnamens soll dir nicht länger unklar bleiben, lieber Leser. Deshalb will ich dir jetzt erzählen, was ich von glaubwürdigen Männern darüber gehört habe. Unter der Regierung Kaiser Karls des Großen, des Sohnes König Pippins, kam es zwischen den Seinen und unseren Vorfahren (den Sachsen) zum Kriege. In diesem Kampfe wurden die Franken von den Unsrigen besiegt. Als sie nun, unkundig einer Furt, über den Main zurück mussten, ging vor ihnen eine Hirschkuh hinüber und zeigte ihnen so durch Gottes Erbarmen gleichsam den Weg. Ihr folgten sie und erreichten frohen Mutes das rettende Ufer. Danach heißt der Ort Frankfurt. Als sich der Kaiser auf diesem Feldzuge schon von den Feinden überwunden sah, wich er als erster zurück und erklärte: «Es ist mir lieber, dass die Leute mich schmähen und sagen, ich sei von hier geflohen, als ich sei hier gefallen. Denn so lange ich lebe, darf ich hoffen, die mir angetane schwere Schmach zu rächen».
El origen de este topónimo no debería seguir siendo confuso para ti, estimado lector. Por eso quiero contarte ahora lo que he escuchado de personas fidedignas. Bajo el gobierno del emperador Carlomagno, hijo del Rey Pipino, hubo una guerra entre sus antepasados y los nuestros (los sajones). En estos combates los francos resultaron vencidos por los nuestros. Cuando al final, desconociendo la existencia de un vado (Furt) tenían que cruzar el Meno para regresar, una cierva cruzó delante de ellos y les enseñó el camino como por gracia de Dios. La siguieron y alcanzaron contentos y animosos la orilla salvadora. Es por eso que el lugar se llama Frankfurt. Cuando el emperador se vio superado por los enemigos en esta batalla, se devolvió él primero que todos y declaró: «Prefiero ser denostado por la gente y que digan que he huido a que digan que he caído aquí. Porque, mientras viva, puedo tener esperanzas de vengar el oprobio del que he sido objeto».
Tietmaro de Merseburgo, Chronicon VII, 75

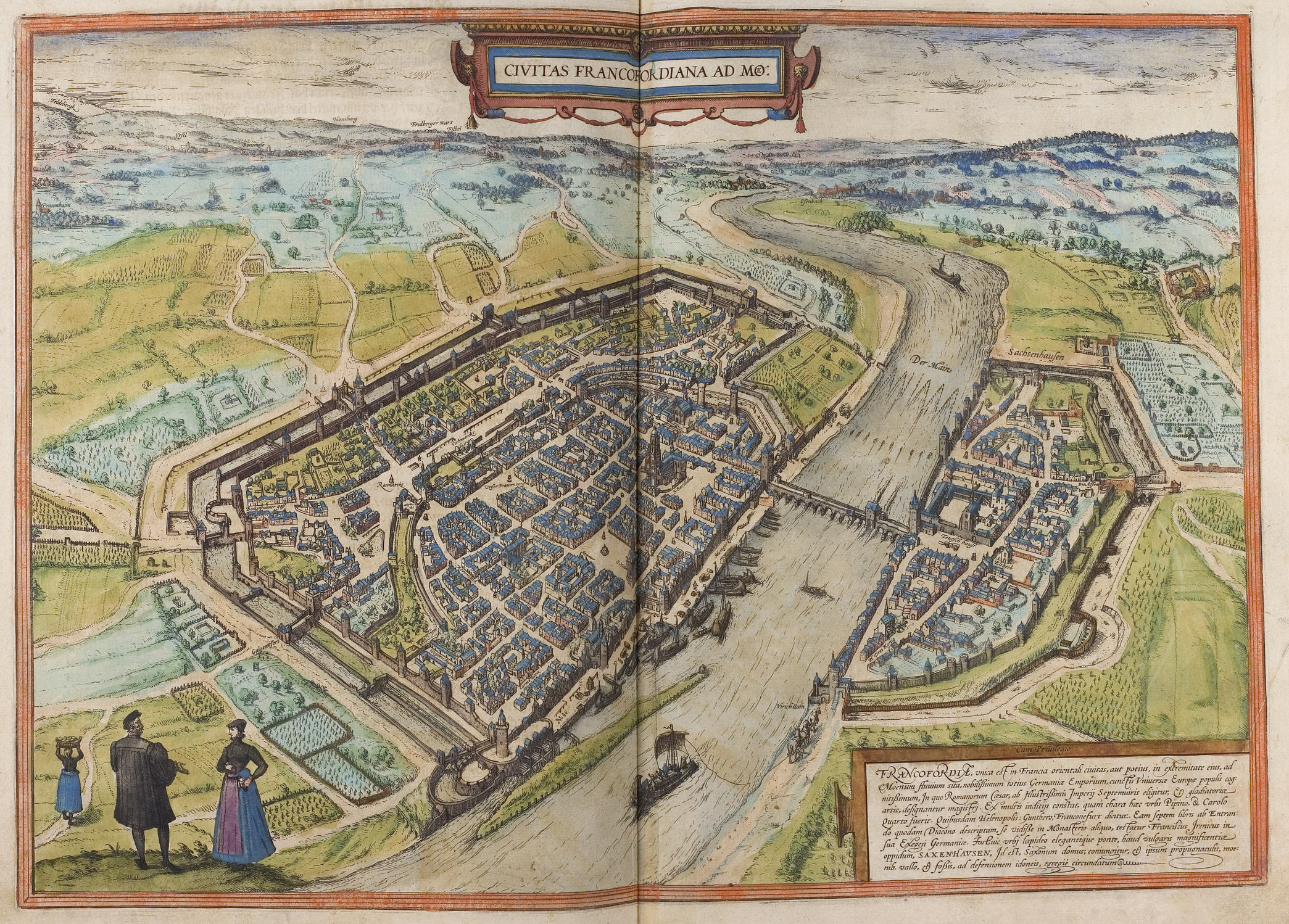
Fráncfort en el atlas en latín Civitates orbis terrarum (segunda mitad del), en el que aparece referida como Civitas Francofordiana Ad Moe y Francofordiæ.

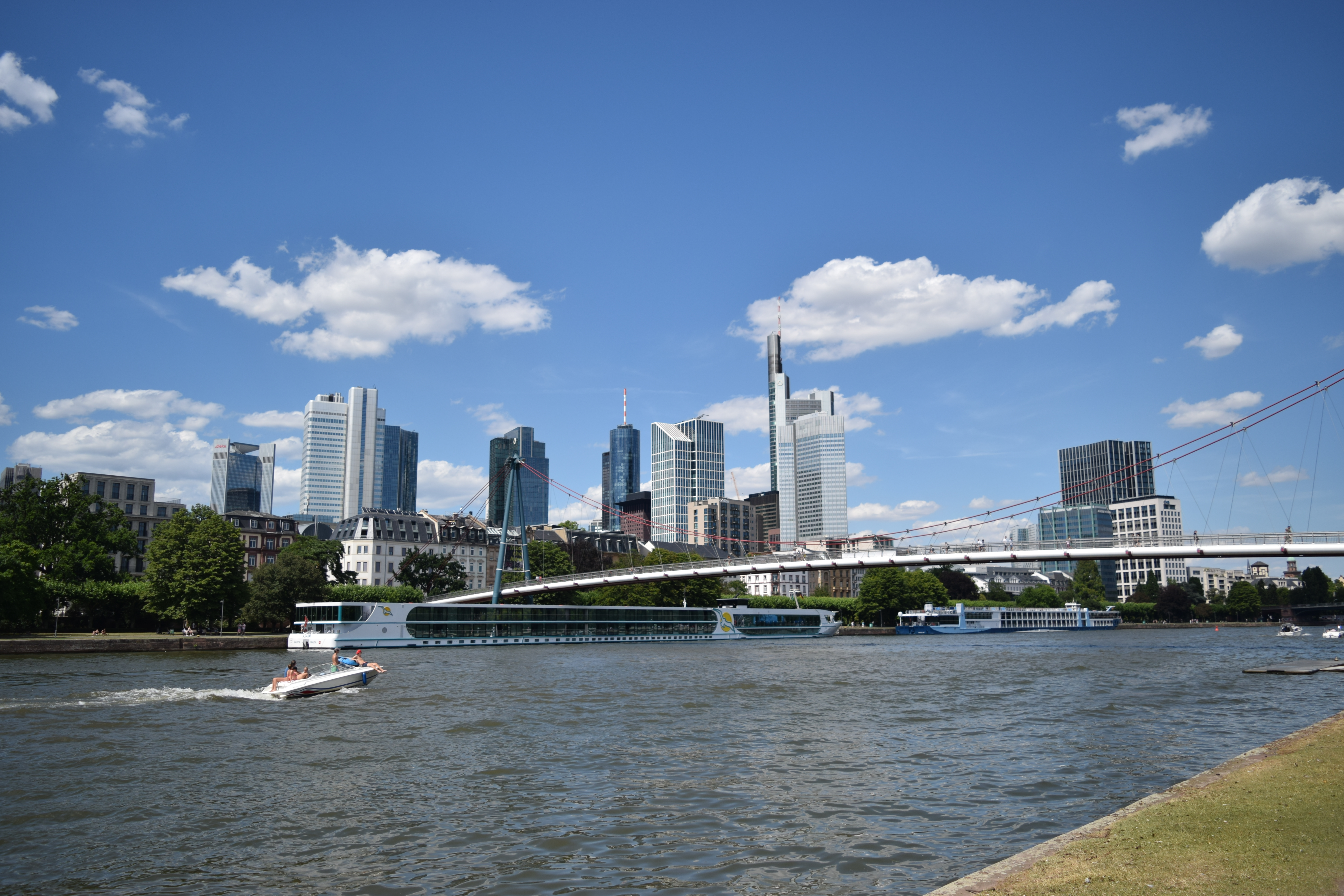
Ciudad de Frankfurt.

Sin embargo, lo cierto es que Carlomagno jamás guerreó contra los sajones en las inmediaciones del Meno. Asimismo, la historia del barrio de Fráncfort denominado Frankfurt-Sachsenhausen como supuesta colonia de sajones, prisioneros por el emperador victorioso, tampoco es más que una leyenda. Probablemente se trate de una mezcla de legendaria fábula con el hecho histórico real de que Carlomagno, poco antes de su partida en 794, llevó a cabo una campaña bélica contra los sajones insurrectos en el norte de Alemania.
La forma original del nombre Franconofurd se desarrolló en la Edad Media hacia Frankenfort o Frankinfort, y en la historia moderna continuó evolucionando hacia Franckfort y Franckfurth. A más tardar desde comienzos del siglo XIX se consolidó la forma escrita Frankfurt. La adenda am Main (del Meno) se puede encontrar en las más antiguas escrituras y desde el siglo XIV de manera regular. Coloquialmente, el nombre oficial casi siempre se abrevia a Fráncfort, toda vez que no exista peligro de confusión, en especial con Fráncfort del Óder (en alemán: Frankfurt an der Oder). También se pueden ver frecuentemente (en alemán) formas abreviadas como Frankfurt/Main o Frankfurt a. M., en el transporte ferroviario Frankfurt (Main) es lo usual. Además, en Alemania se usan abreviaturas como Ffm o FFM.

## Historia

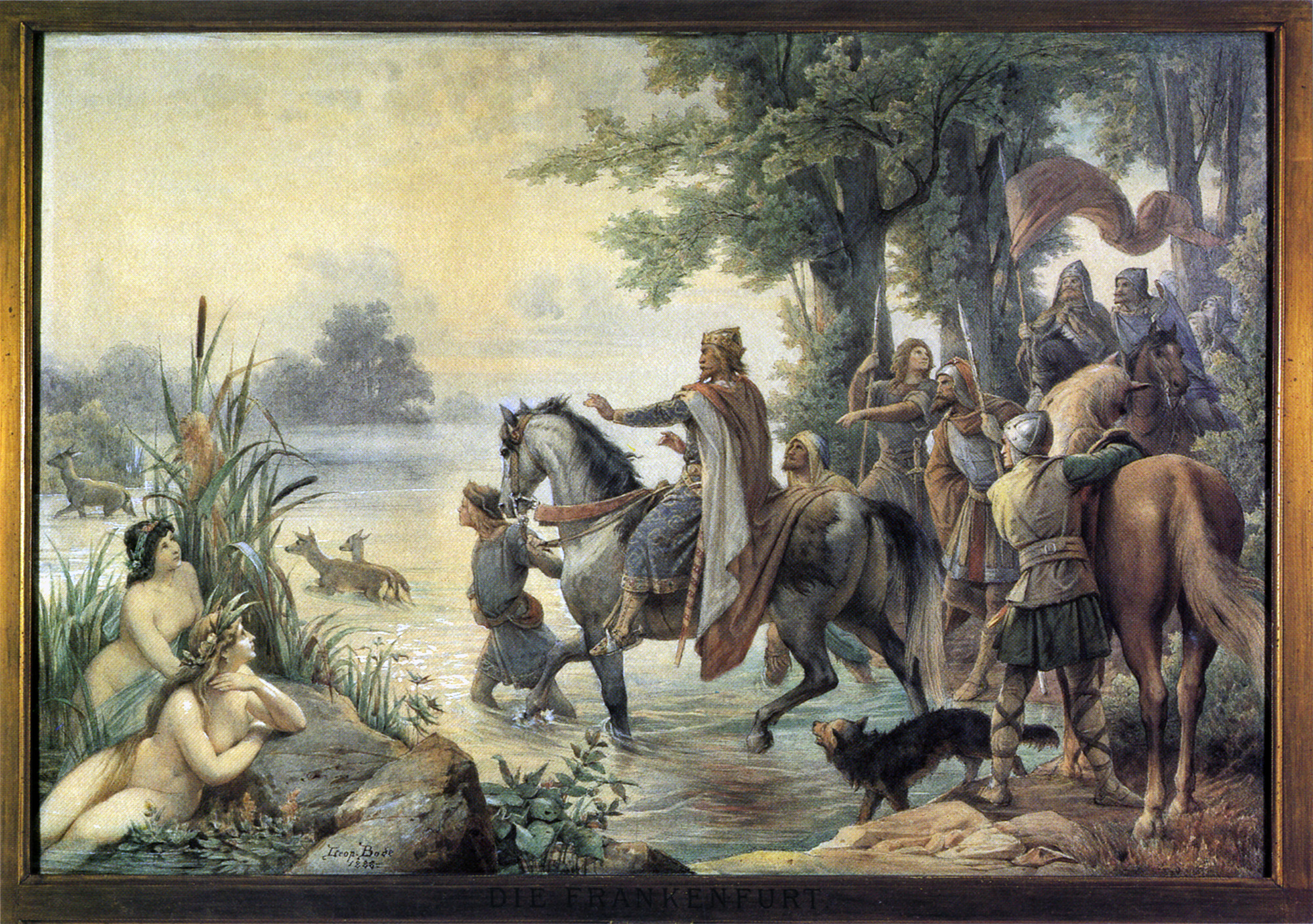
El descubrimiento de Frankenfurt por Carlomagno, acuarela de Leopold Bode (1888; Historisches Museum Frankfurt)

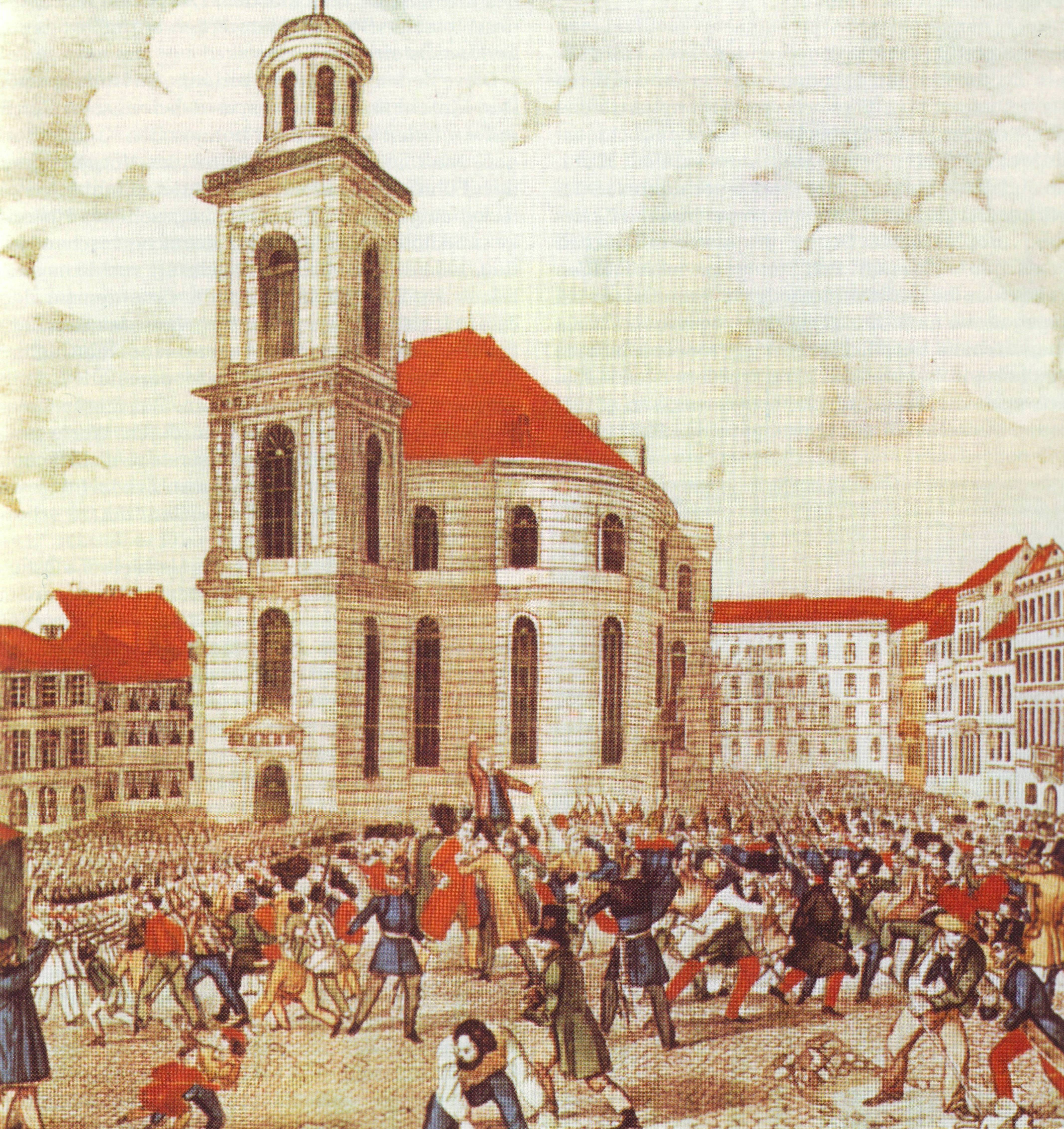
Paulskirche (iglesia de San Pablo), sede del «Parlamento de Fráncfort» durante la revolución de 1848.

El territorio donde hoy se encuentra Fráncfort del Meno fue habitado desde la antigüedad, con presencia celta y posteriormente romana. Aunque la ciudad no formó parte estable del Imperio romano, se han hallado restos arqueológicos que evidencian asentamientos romanos temporales en la zona. La primera mención documentada de Fráncfort data del año 794, en un acta del Concilio de Fráncfort convocado por el emperador Carlomagno, quien utilizó la ciudad como residencia imperial y centro administrativo.
Durante la Edad Media, Fráncfort se consolidó como un importante centro comercial y político dentro del Sacro Imperio Romano Germánico. A partir de 855 fue sede habitual de las elecciones imperiales, y entre 1562 y 1792 albergó las ceremonias de coronación de los emperadores. Su condición de ciudad libre imperial le otorgó una notable autonomía política y económica.
Tras la disolución del Sacro Imperio en 1806, Fráncfort fue designada capital de la Confederación del Rin bajo la influencia napoleónica. Posteriormente, al caer Napoleón, se convirtió en sede del Bundestag de la Confederación Germánica entre 1815 y 1866. Durante este periodo, la ciudad fue también escenario de importantes movimientos liberales, destacando el Parlamento de Fráncfort de 1848, que intentó establecer una constitución unificada para Alemania.
En 1866, tras la Guerra austro-prusiana, Fráncfort fue anexionada por Prusia, perdiendo su estatus de ciudad libre. Cinco años más tarde, al término de la Guerra franco-prusiana, se firmó en la ciudad el Tratado de Fráncfort (1871), que puso fin al conflicto y selló la creación del Imperio alemán.
Durante la Segunda Guerra Mundial, Fráncfort sufrió intensos bombardeos por parte de los Aliados, que destruyeron gran parte de su centro histórico. La ciudad fue capturada por tropas estadounidenses el 29 de marzo de 1945, tras combates en el marco de la Batalla de Fráncfort del Meno.
Con la fundación de la República Federal de Alemania en 1949, Fráncfort quedó integrada en el nuevo estado federado de Hesse. Dada su infraestructura y centralidad, fue considerada como principal candidata para convertirse en la capital de la nueva república. Sin embargo, por decisión política impulsada por el entonces canciller Konrad Adenauer, se optó finalmente por Bonn. Este estatus se mantuvo hasta la reunificación alemana en 1990, cuando Berlín fue restituida como capital federal.

## Demografía

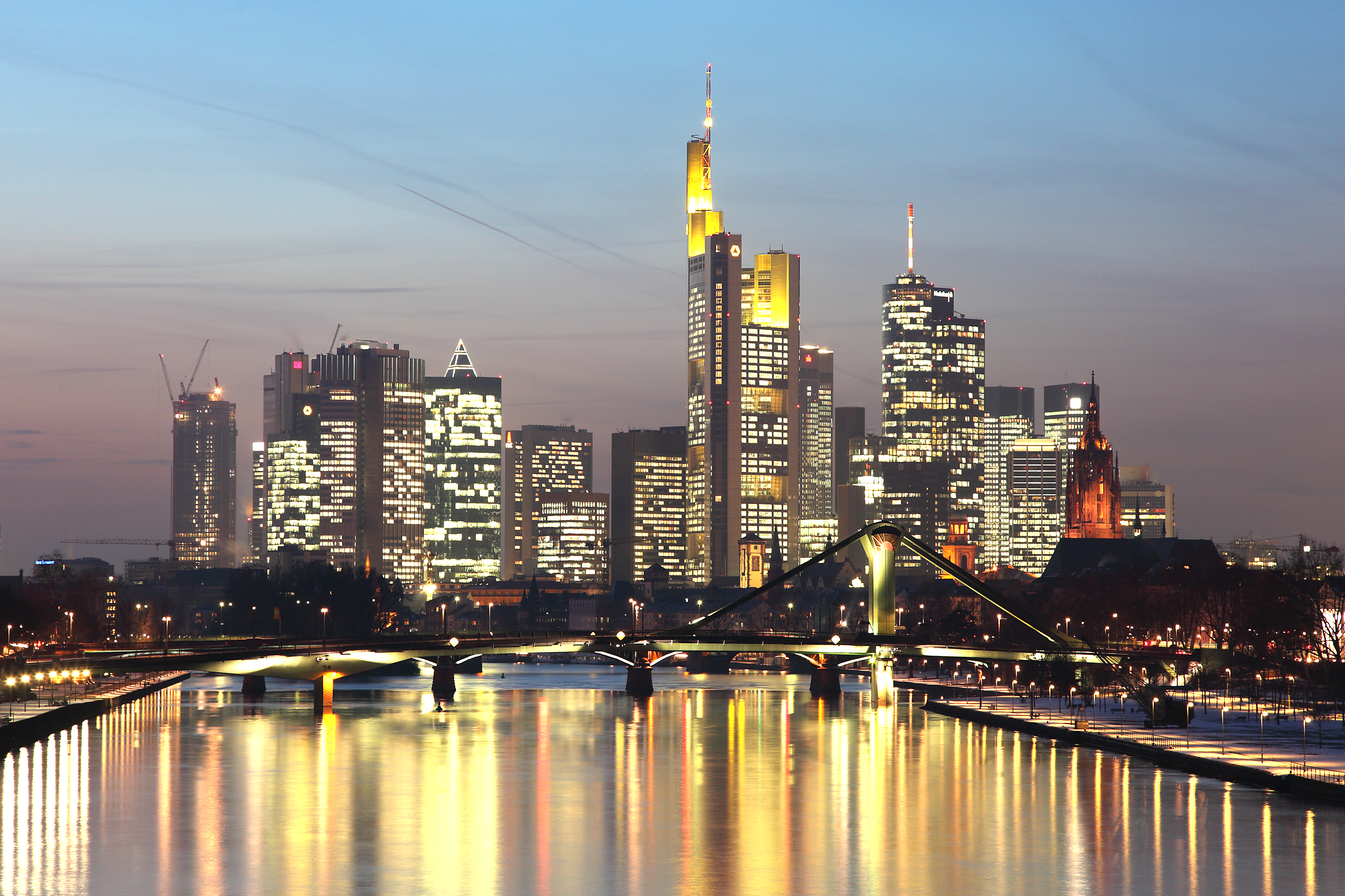
Skyline de Fráncfort

La ciudad, aunque por sí misma es relativamente pequeña, puesto que cuenta con menos de 800 000 habitantes, se ha convertido en una metrópolis por su importancia como centro financiero y como núcleo central de la región Rin-Meno, una de las más productivas y dinámicas de Alemania. Esta región concentra en su conjunto unos cinco millones de habitantes, entre los que se destaca una gran proporción de extranjeros, particularmente en la ciudad de Fráncfort, que registra el mayor porcentaje de extranjeros de todo el país. Entre los principales grupos de inmigrantes, los turcos conforman la comunidad más numerosa, seguidos por exyugoslavos e italianos. El área de Fráncfort acoge también la mayor comunidad de coreanos en Europa.

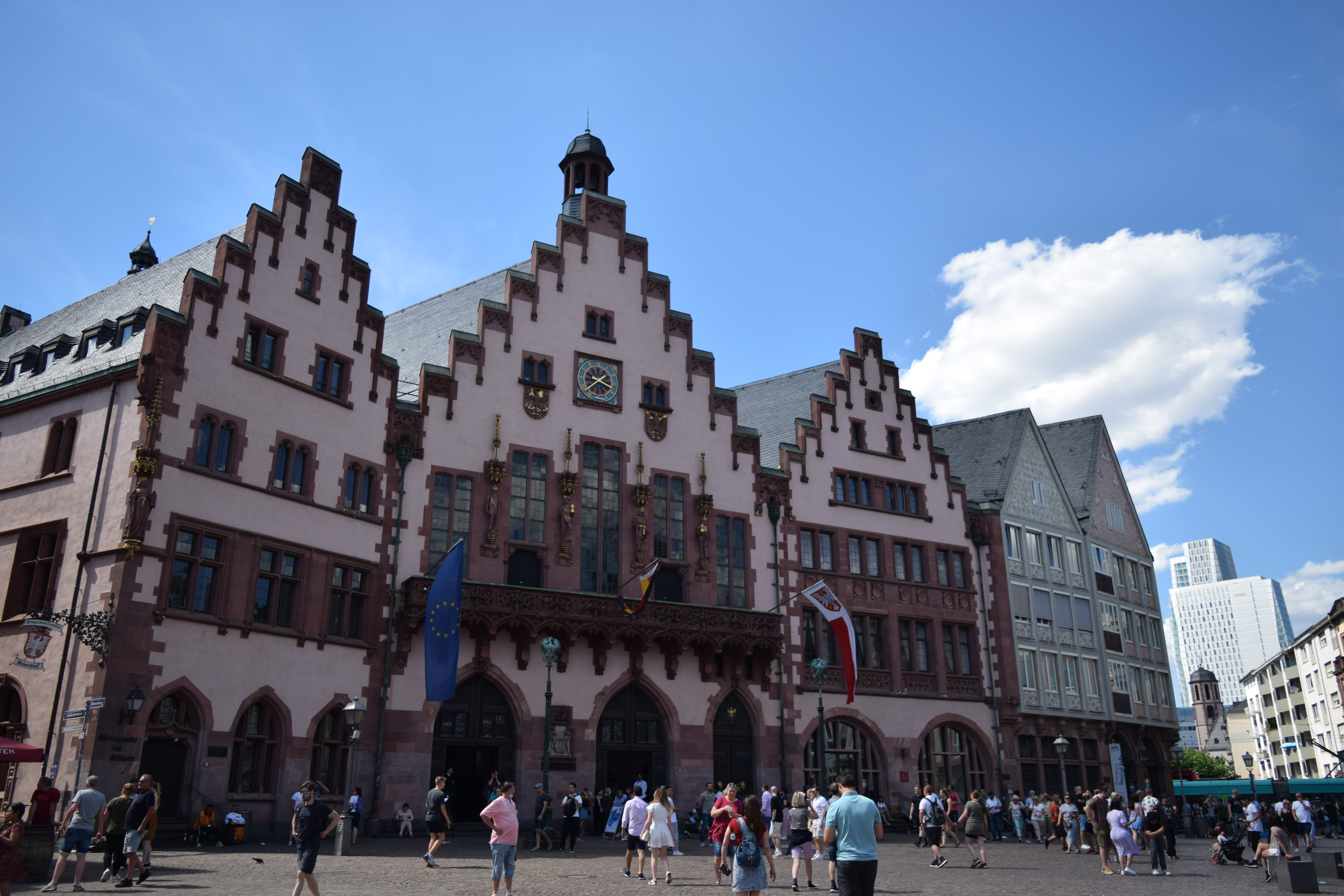
Römer (Frankfurt)

Durante largo tiempo Fráncfort fue una ciudad de mayoría protestante, pero desde el siglo XIX ha visto aumentar la población de católicos. La ciudad está dividida en 16 distritos (Bezirke):
- Innenstadt I
- Innenstadt II
- Innenstadt III
- Innenstadt IV
- Süd
- West
- Mitte-West
- Nord-West
- Mitte-Nord
- Nord-Ost
- Ost
- Kalbach/Riedberg
- Nieder-Erlenbach
- Harheim
- Nieder-Eschbach
- Bergen-Enkheim
- Sossenheim
- Nied

A su vez, los distritos están subdivididos en 46 barrios.

## Economía

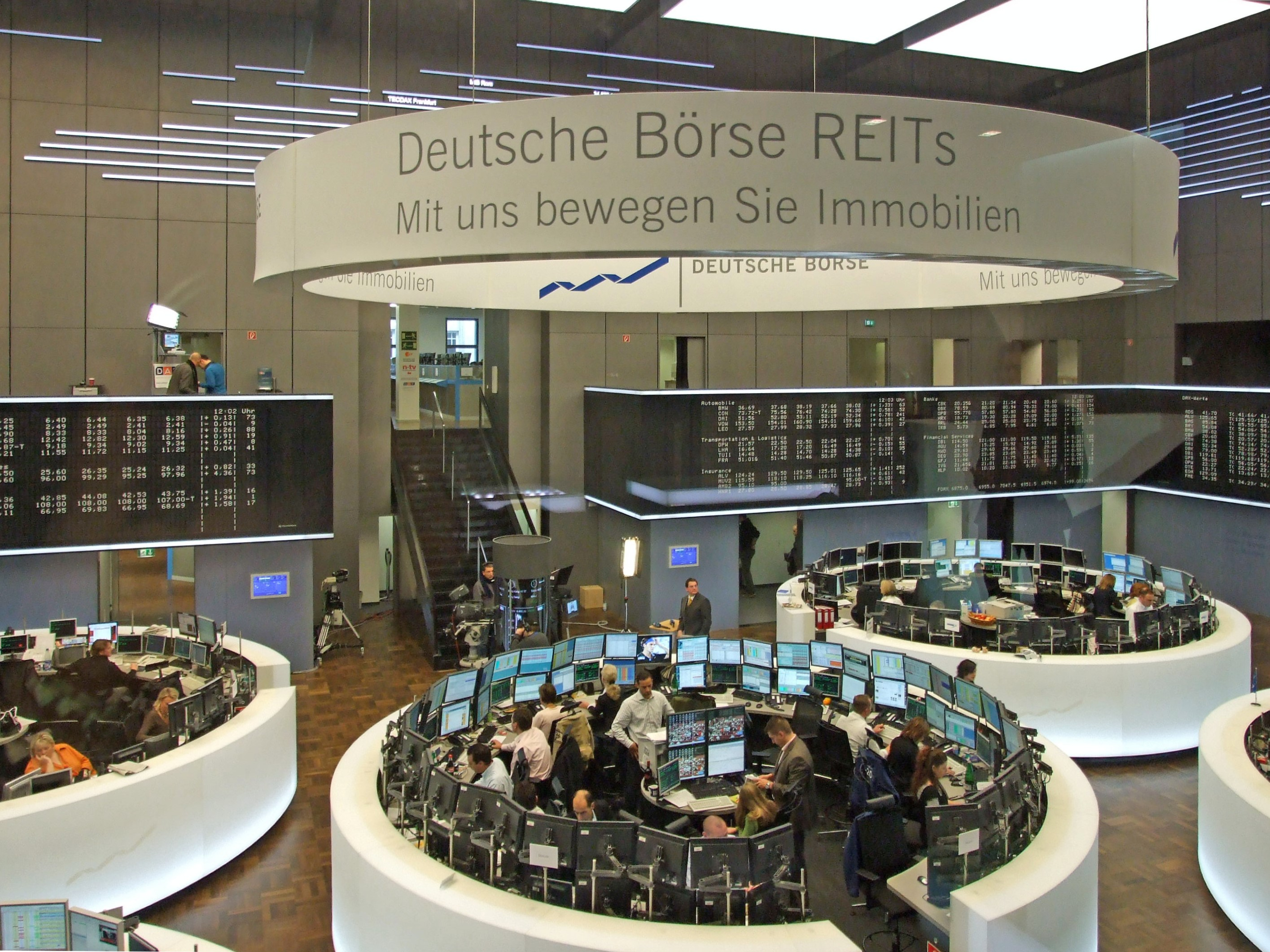
Deutsche Börse

Fráncfort encarna de manera especial el denominado «milagro económico alemán» que se desarrolló en las décadas posteriores al final de la guerra. La ciudad se alzó rápidamente con el prestigio de ser el centro financiero del país, arrebatándole esta condición a Berlín. El Deutsche Bank dejó la antigua capital y se instaló en Fráncfort. Según la Universidad de Liverpool, Fráncfort era la ciudad más rica de la Unión Europea en 2001 de acuerdo con la paridad de poder adquisitivo Fráncfort es la sede del salón del automóvil más importante de Alemania y uno de los más importantes de Europa: El Salón del Automóvil de Fráncfort, que se celebra los años impares desde 1897.

### Capital financiera de la Unión Europea

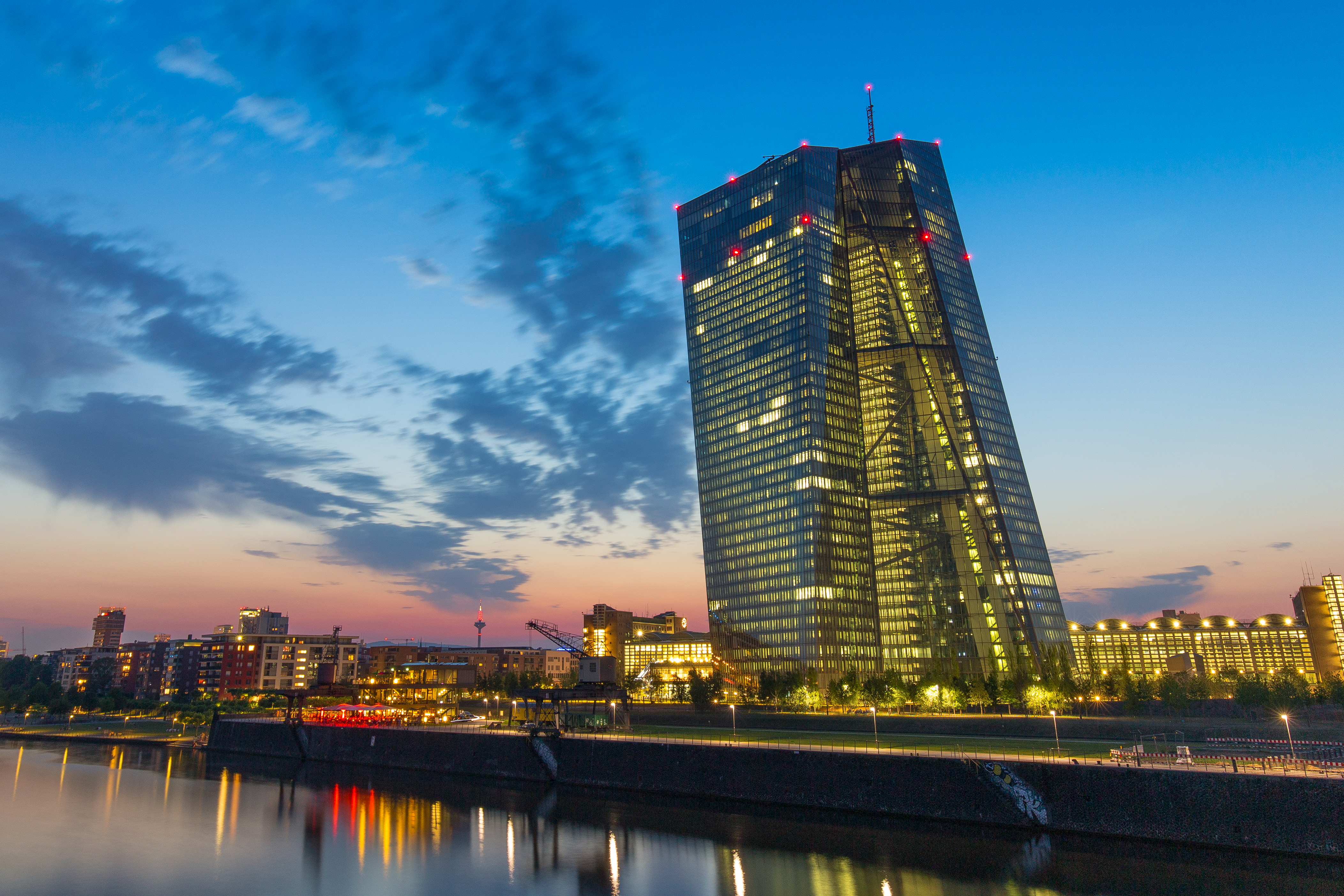
Nueva sede del Banco Central Europeo, ubicada previamente en la Eurotower.

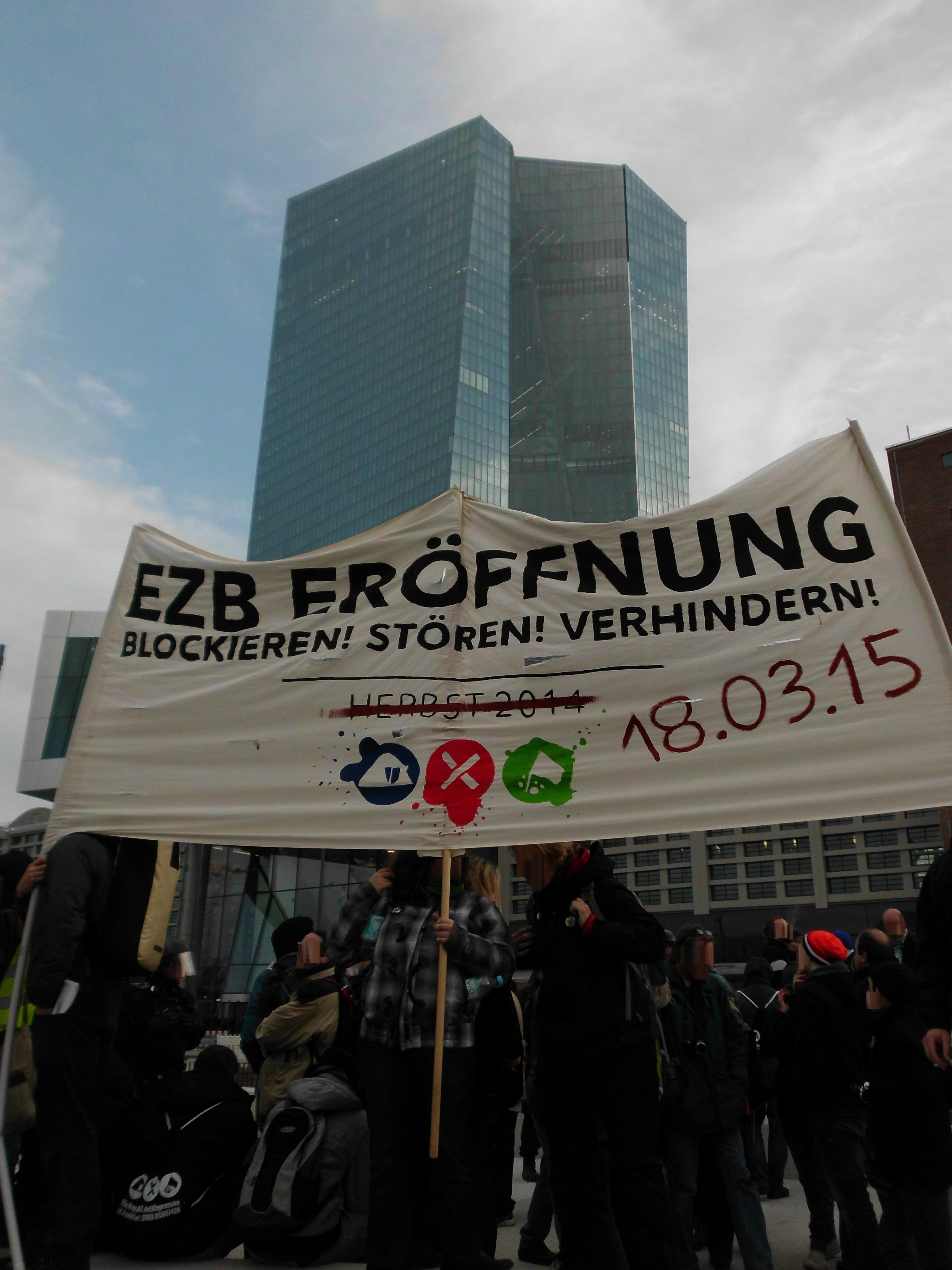
Manifestación frente al BCE en noviembre de 2014

El Banco Central Europeo (BCE), una de las instituciones más representativas de la Unión Europea (UE), tiene su sede principal en Fráncfort. Los órganos rectores del BCE (Consejo de Gobierno, Consejo General y Comité Ejecutivo) dirigen el Sistema Europeo de Bancos Centrales (SEBC), cuyas funciones consisten en administrar la masa monetaria, conducir las operaciones en divisas, conservar y administrar las reservas oficiales de divisas de los Estados miembros y garantizar el buen funcionamiento de los sistemas de pago. El euro se gobierna desde esta ciudad.
El moderno edificio que alberga la sede del BCE se construyó a orillas del Meno sobre terrenos anteriormente ocupados por el mercado mayorista de frutas y verduras de Fráncfort. En noviembre de 2014, el BCE se mudó al flamante edificio, cuya inauguración oficial se realizó el 18 de marzo de 2015 en medio de fuertes protestas ciudadanas. Además, Fráncfort es el centro financiero del país y sede de la Bolsa alemana (Deutsche Börse AG) y el banco federal de Alemania (Deutsche Bundesbank). En esta ciudad se encuentra la sede de más de 370 bancos, y los mercados financieros más importantes del mundo compran y venden aquí a diario sus acciones. Este carácter empresarial y financiero le ha valido los sobrenombres de «Bankfurt» (jugando con el alemán bank, banco) y «Mainhattan» (en referencia al río Main o Meno y al barrio neoyorquino de Manhattan).

## Deportes
Fráncfort del Meno fue ciudad-sede de la Copa Mundial de Fútbol de 1974, la Eurocopa 1988, Eurocopa 2024, Copa Confederaciones 2005 y de la Copa Mundial de Fútbol de 2006
| Equipo              | Deporte            | Competición             | Estadio                       | Fundación |
| ------------------- | ------------------ | ----------------------- | ----------------------------- | --------- |
| Eintracht Frankfurt | Fútbol             | Bundesliga              | Deutsche Bank Park            | 1899      |
| FSV Frankfurt       | Fútbol             | Regionalliga Südwest    | Frankfurter Volksbank Stadion | 1899      |
| Fraport Skyliners   | Baloncesto         | Basketball Bundesliga   | Fraport Arena                 | 1999      |
| Frankfurt Löwen     | Hockey sobre hielo | Deutsche Eishockey Liga | Eissporthalle Frankfurt       | 1959      |
| Frankfurt Universe  | Fútbol americano   | German Football League  | Frankfurter Volksbank Stadion | 2007      |

## Educación
|  | Universidad                                              | Fundación | Acrónimo | Tipo                |
|  | -------------------------------------------------------- | --------- | -------- | ------------------- |
|  | Universidad Johann Wolfgang Goethe                       | 1914      | GU       | Universidad pública |
|  | Frankfurt University of Applied Sciences                 |           |          | Universidad pública |
|  | Frankfurt School of Finance & Management                 | 1990      |          | Universidad privada |
|  | Staatliche Hochschule für Bildende Künste - Städelschule | 1817      |          | Universidad pública |

## Infraestructuras
| Aeropuerto                       | IATA | OACI |
| -------------------------------- | ---- | ---- |
| Aeropuerto de Fráncfort del Meno | FRA  | EDDF |

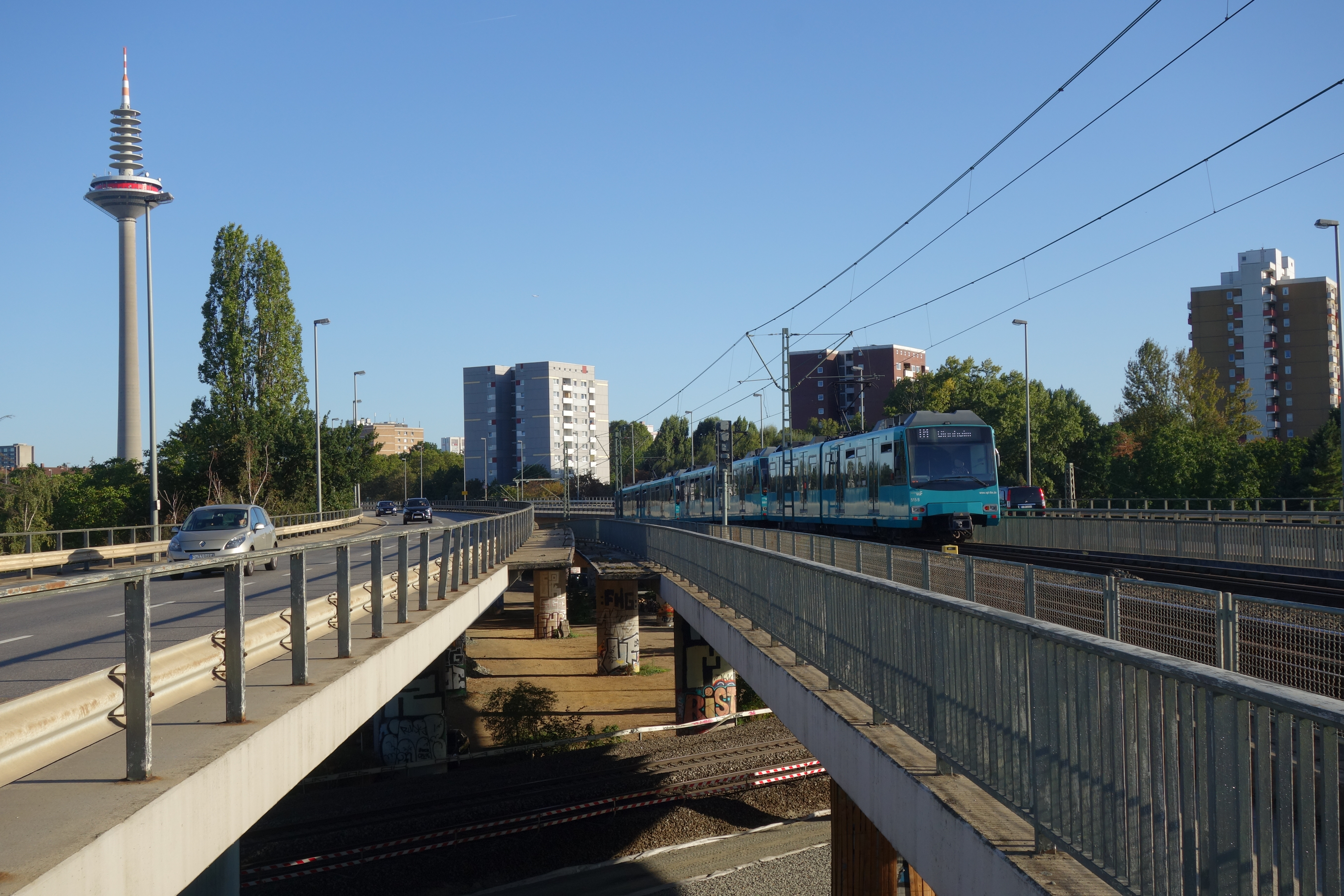
Una gran parte del metro discurre por la superficie como sistema de tren ligero. (Torre Europaturm a la izquierda.)

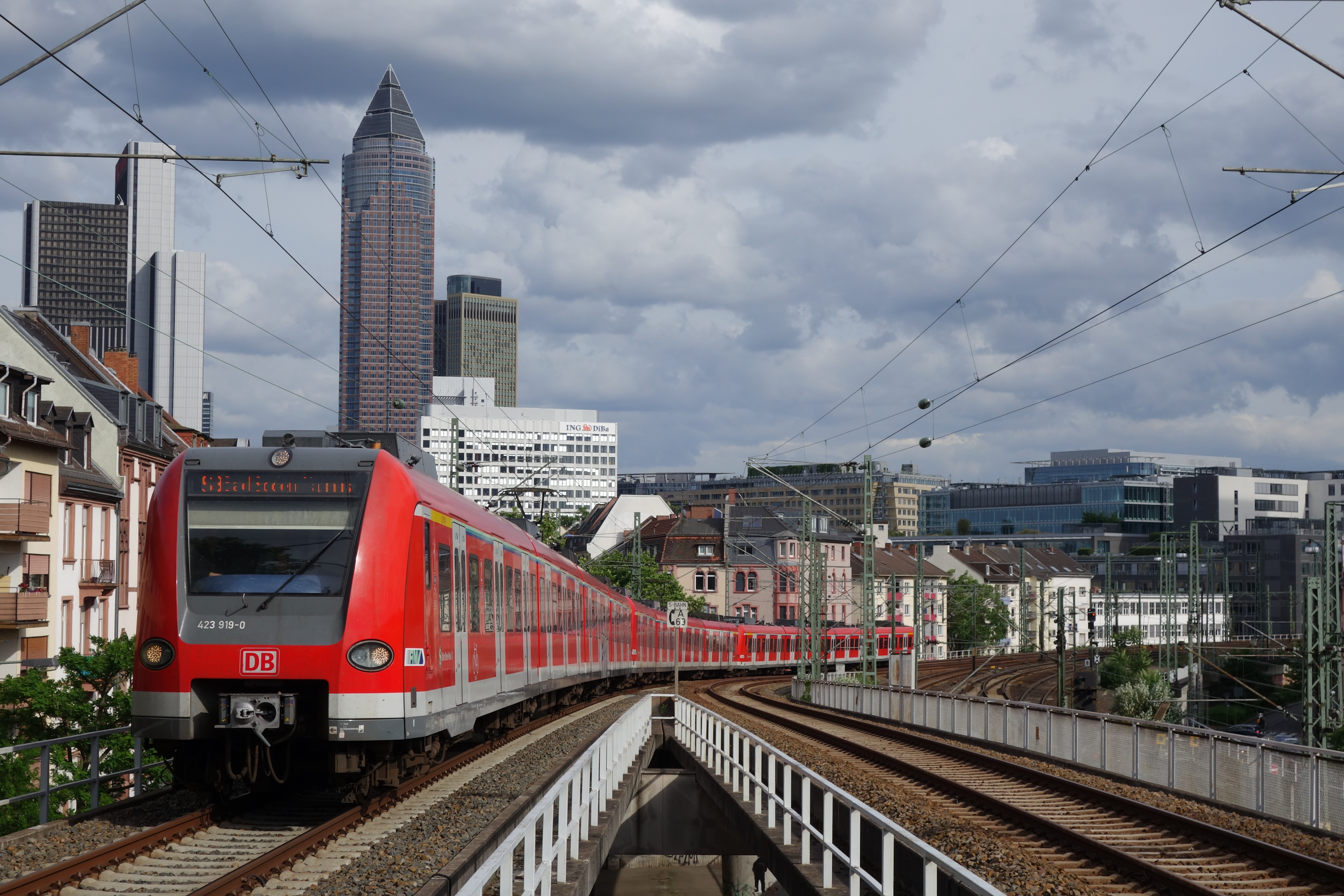
S-Bahn en estación Westbahnhof en Bockenheim

Al igual que Berlín, Fráncfort ha implementado un completo sistema de bicitaxi; transporte alternativo y ecológico.

### Ferrocarriles
Por su parte, el Metro de Fráncfort del Meno posee nueve líneas y 58,7 kilómetros de longitud. Una gran parte del mismo discurre por la superficie como sistema de tren ligero. 
También existe una red de tranvía con una longitud de recorrido de 67,25 kilómetros. 
La red de trenes metropolitanos es también subterránea en el centro de la ciudad y cuenta con nueve líneas y más de 300 kilómetros de longitud, la llamada S-Bahn Rin-Meno.

### Autopistas
Las autopistas 3, 5, 66, 648 y 661 pasan por Fráncfort.

## Clima
Fráncfort posee un clima oceánico (Köppen: Cfb) con inviernos moderadamente fríos y veranos moderados.
| Parámetros climáticos promedio de Fráncfort (Aeropuerto de Fráncfort del Meno), normales 1991-2020, extremos 1949–presente | Parámetros climáticos promedio de Fráncfort (Aeropuerto de Fráncfort del Meno), normales 1991-2020, extremos 1949–presente | Parámetros climáticos promedio de Fráncfort (Aeropuerto de Fráncfort del Meno), normales 1991-2020, extremos 1949–presente | Parámetros climáticos promedio de Fráncfort (Aeropuerto de Fráncfort del Meno), normales 1991-2020, extremos 1949–presente | Parámetros climáticos promedio de Fráncfort (Aeropuerto de Fráncfort del Meno), normales 1991-2020, extremos 1949–presente | Parámetros climáticos promedio de Fráncfort (Aeropuerto de Fráncfort del Meno), normales 1991-2020, extremos 1949–presente | Parámetros climáticos promedio de Fráncfort (Aeropuerto de Fráncfort del Meno), normales 1991-2020, extremos 1949–presente | Parámetros climáticos promedio de Fráncfort (Aeropuerto de Fráncfort del Meno), normales 1991-2020, extremos 1949–presente | Parámetros climáticos promedio de Fráncfort (Aeropuerto de Fráncfort del Meno), normales 1991-2020, extremos 1949–presente | Parámetros climáticos promedio de Fráncfort (Aeropuerto de Fráncfort del Meno), normales 1991-2020, extremos 1949–presente | Parámetros climáticos promedio de Fráncfort (Aeropuerto de Fráncfort del Meno), normales 1991-2020, extremos 1949–presente | Parámetros climáticos promedio de Fráncfort (Aeropuerto de Fráncfort del Meno), normales 1991-2020, extremos 1949–presente | Parámetros climáticos promedio de Fráncfort (Aeropuerto de Fráncfort del Meno), normales 1991-2020, extremos 1949–presente | Parámetros climáticos promedio de Fráncfort (Aeropuerto de Fráncfort del Meno), normales 1991-2020, extremos 1949–presente |
| Mes | Ene. | Feb. | Mar. | Abr. | May. | Jun. | Jul. | Ago. | Sep. | Oct. | Nov. | Dic. | Anual |
| --- | --- | --- | --- | --- | --- | --- | --- | --- | --- | --- | --- | --- | --- |
| Temp. máx. abs. (°C) | 15.9 | 19.1 | 24.7 | 30.3 | 33.2 | 39.3 | 40.2 | 38.7 | 32.8 | 28.0 | 19.1 | 16.3 | 40.2 |
| Temp. máx. media (°C) | 4.7 | 6.5 | 11.3 | 16.4 | 20.4 | 23.9 | 26.1 | 25.7 | 20.8 | 14.8 | 8.8 | 5.2 | 15.4 |
| Temp. media (°C) | 2.7 | 3.5 | 7.2 | 11.5 | 15.5 | 18.9 | 20.7 | 20.1 | 15.7 | 10.8 | 6.5 | 3.4 | 11.4 |
| Temp. mín. media (°C) | 0.0 | 0.1 | 2.6 | 5.8 | 9.7 | 13.1 | 15.2 | 14.8 | 11.1 | 7.4 | 3.8 | 1.0 | 7.0 |
| Temp. mín. abs. (°C) | -21.6 | -19.6 | -13.0 | -7.1 | -2.8 | 0.1 | 2.8 | 2.5 | -0.3 | -6.3 | -11.5 | -17.0 | -21.6 |
| Precipitación total (mm)                                                                                                   | 44.0 | 38.6 | 38.7 | 36.6 | 60.4 | 55.4 | 63.5 | 61.4 | 47.7 | 50.4 | 47.3 | 54.5 | 598.5 |
| Días de lluvias (≥ 1 mm)                                                                                                   | 10.0 | 8.5 | 8.3 | 7.5 | 9.2 | 8.5 | 9.5 | 8.8 | 7.9 | 9.5 | 9.6 | 11.1 | 108.4 |
| Horas de sol | 52 | 79 | 136 | 192 | 219 | 227 | 235 | 225 | 165 | 104 | 51 | 40 | 1725 |
| Fuente n.º 1: Deutscher Wetterdienst                                                                                       | | | | | | | | | | | | | |
| Fuente n.º 2: wetteronline.de (máximas y mínimas medias, días con precipitación)                                           | | | | | | | | | | | | | |

## Cultura
En la ciudad se celebran anualmente la Feria del Libro de Fráncfort y el Salón del Automóvil de Fráncfort.
El museo pictórico más destacado es el Instituto Städel, que alberga cuadros de siete siglos, con grandes artistas desde Sandro Botticelli hasta Pablo Picasso y posteriores. La Ópera es una de las compañías más importantes del género en Alemania junto con las de Berlín, Múnich, Hamburgo y Düsseldorf. Es asimismo en esta ciudad donde, desde su universidad, surgió la relevante Escuela de Fráncfort.

## Lugares de interés
- Casa natal de Johann Wolfgang von Goethe.
- Paulskirche (iglesia de San Pablo): aquí se inauguró en 1848 el primer parlamento alemán libremente elegido.
- Zeil: una de las calles comerciales más conocidas de Alemania.
- MyZeil: centro comercial con vistas interesantes a la calle comercial Zeil y a los rascacielos.
- Museumsufer: zona que alberga museos en ambas márgenes del río. Entre ellos destacan el Museo Städel (Instituto Städel), el Museo del Cine, el Museo de Arquitectura de Alemania, el Museo de Artes Aplicadas y el Museo de las Artes Decorativas.
- Römer: centro antiguo de Fráncfort, pequeño grupo de casas que quedaron completamente destruidas por los bombardeos de la aviación inglesa en la Segunda Guerra Mundial, reconstruido con todo detalle, sobre la base de la documentación existente, en los años ochenta del pasado siglo, como muestra de lo que fue la ciudad antes de ser destruida completamente, al igual que otras muchas ciudades alemanas.
- Sachsenhausen: un barrio típico que apenas sufrió los bombardeos de la Segunda Guerra Mundial. Acoge desde hace decenios a restaurantes y sidrerías tradicionales de la cocina francfortesa. Hoy día posee menos atractivo turístico en el sentido tradicional, siendo más visitado por público joven nocturno.
- El Grüneburgpark ('parque del castillo verde'), un amplio parque en la zona oeste de la ciudad (tiene una extensión de 29 hectáreas).
- El Palmengarten ('Jardín de palmeras'), un jardín botánico de importancia internacional.

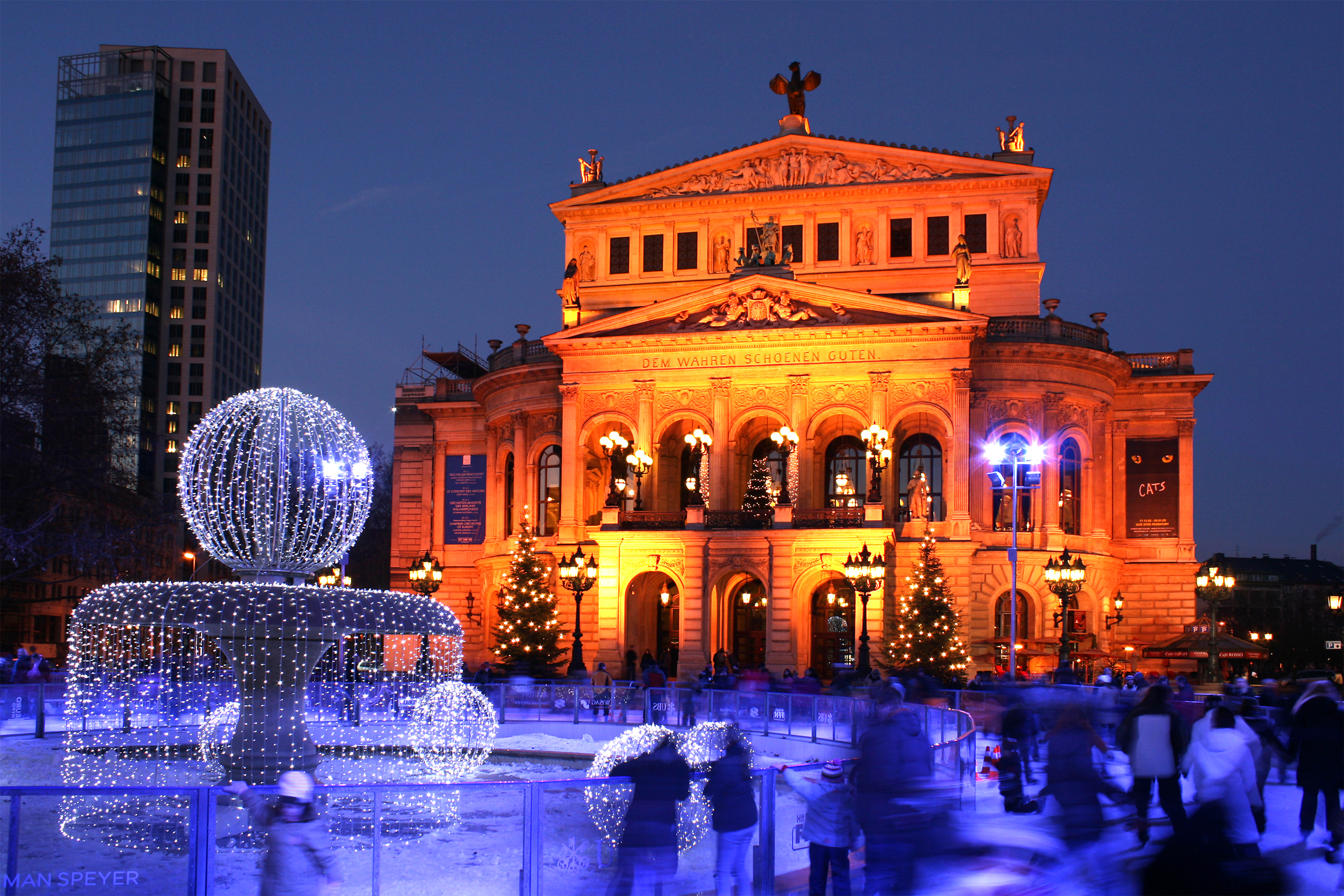
La Ópera antigua de Fráncfort.

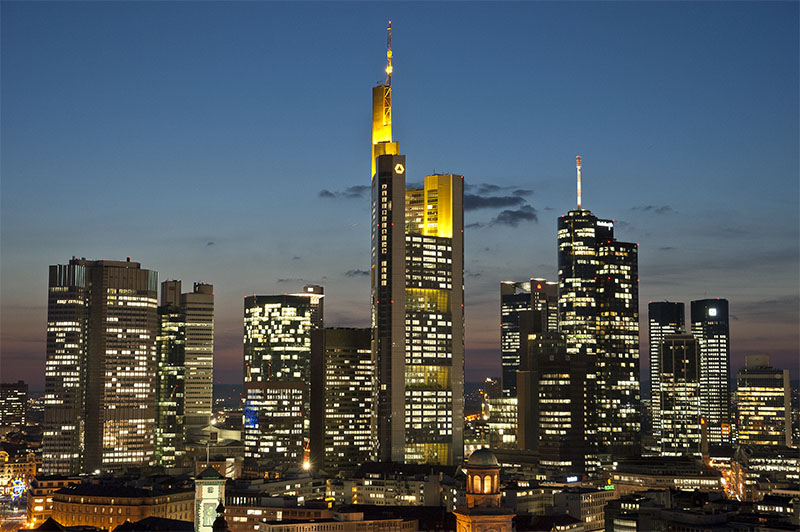
Fráncfort Skyline con Commerzbank Tower-2012

- Maintower (Torre del Meno): desde la terraza situada a 200 m de altura se puede disfrutar de una vista estupenda. Sobre todo en los meses de octubre a marzo a partir de las 17 se ve la ciudad totalmente iluminada. Es una vista única en Alemania.
- La bolsa (Frankfurter Wertpapierbörse): delante del edificio se presentan los símbolos de la bolsa: un toro (por el alza) y un oso (por la baja).
- Riedberg: el barrio más joven de Fráncfort.
- Torre Commerzbank: diseñada por el arquitecto Norman Foster en 1997. Destacan los nueve jardines integrados en las plantas superiores. Es el 3.er rascacielos más alto de Europa.
- Hauptwache: surgió en 1728 del plan del urbanista Johann Samheimer. Este edificio perdió su función de prisión y hoy alberga el café Hauptwache y un restaurante japonés.
- Deutsche Bank Park (llamado hasta el 30 de abril de 2005 Frankfurter Waldstadion, y hasta el 30 de julio de 2020 Commerzbank-Arena): estadio de fútbol que ya ha albergado numerosas competiciones, como el Mundial de fútbol de 1974, la Copa Confederaciones 2005 y la Copa Mundial de Fútbol de 2006.
- Torre de la Feria, MesseTurm: diseñada por el arquitecto Helmut Jahn. Fráncfort es el centro de las ferias y, gracias a ellas, casi tres millones de personas visitan la ciudad todos los años para acudir a la Feria de la Música, la Feria de los libros o la Feria del Automóvil (IAA — Internationale Automobil Ausstellung).
- Torre de Europa: torre de telecomunicaciones, que es la segunda estructura más alta de Alemania.
- Biblioteca Nacional de Alemania, Deutsche Nationalbibliothek: una de las instalaciones de la Biblioteca Nacional de Alemania (estando las otras en Leipzig y Berlín). Es la biblioteca más importante de Alemania. La sede de Fráncfort contiene 8,2 millones de obras.

## Ciudades hermanadas
Fráncfort está hermanada con las siguientes ciudades:
- Granada (Nicaragua)
- Birmingham (Reino Unido)
- Budapest (Hungría)
- San Pedro Sula (Honduras)
- Guangzhou (China)
- Lyon (Francia)
- Milán (Italia)
- Praga (República Checa)
- Yokohama (Japón)